# Maîtresse Nikita
« Les Putes » redirige ici. Pour les autres significations, voir Pute (homonymie).
Maîtresse Nikita, également connu sous le pseudonyme Damien, de son vrai nom Jean-François Poupel,, née en 1960,, est un travailleur du sexe et syndicaliste français, exerçant en tant que travesti dominatrice[pas clair].

## Biographie
Maîtresse Nikita commence à se prostituer à l'âge de 15 ans,, d'abord comme « masseur » pour une clientèle masculine. Il décide d'exercer en travesti après une « analyse de marché » qui le pousse à répondre au « fantasme de l'homme qui veut se faire dominer par un homme habillé en femme ». Il dit considérer que le passage à la prostitution était peut-être pour lui « une sorte de revanche » face à ceux qui lui avaient dit « qu'en tant que pédé [il] ne ferai[t] jamais rien de [sa] vie. » Parallèlement à ses activités travesties, il prodigue des séances en tant que « sexothérapeute ».
Militant pour les droits des personnes prostituées, il est le cofondateur,, avec Thierry Schaffauser, de l'association Les Putes, un « groupe activiste non mixte, c'est-à-dire composé uniquement de putes, femmes et transpédégouines, dont le but est l'auto support et la lutte contre la putophobie. » Il a également été le premier trésorier du syndicat du travail sexuel.
Le groupe activiste Les Putes, dont les statuts n'ont jamais été déposés, a été dissout et n'organise plus de Pute Pride.
En 2006, Maîtresse Nikita, soutenu par Zezetta Star et Karima El Adorssa, tente d'ouvrir le département Act Up-Canal hystérique au sein de l'association Act Up-Paris, mais l'opération est annulée, Act Up souhaitant à cette époque prendre une orientation avant tout sociale. La même année, son association cherche à ouvrir une antenne algérienne, « Les Putes-Alger », mais l'opération est abandonnée en raison de l'hostilité des autorités locales.
En 2007, il publie Fières d'être putes, avec Thierry Schaffauser,, qui fait débat.
En 2008, Maîtresse Nikita témoigne dans le documentaire Les Travailleurs du sexe, réalisé par Jean-Michel Carré. En 2009, il participe à l'élaboration des Assises de la prostitution qui se tiennent à Paris. 
En 2010, il est élu trésorier du STRASS, jusqu'au renouvellement du bureau en 2011.

## Ouvrage
- Fières d'être putes, avec Thierry Schaffauser, éd. L'Altiplano, 2007